# ناوکی هارادا
ناوکی هارادا (انگلیسی: Naoki Harada؛ زادهٔ ۵ اوت ۱۹۹۱) بازیکن فوتبال اهل ژاپن است.